# علاج بالتحكم الذاتي
العلاج بالتحكم الذاتي (بالإنجليزية: Self-control therapy)‏ هو أسلوب علاج سلوكي يعتمد على نموذج التحكم الذاتي للاكتئاب، والذي صيغ بعد نموذج فريدريك كانفر السلوكي للتحكم الذاتي (1971).

## نموذج التحكم الذاتي للاكتئاب
اقترح لين پي. ريهم نموذجًا للتحكم الذاتي للاكتئاب يعتمد على العمليات الثلاث المشمولة في نموذج حلقة التغذية الراجعة للتحكم الذاتي، وهي: مراقبة الذات، وتقييم الذات، وتعزيز الذات. في نموذج التحكم الذاتي، يتميز الاكتئاب بكونه ناتجًا عن العجز في عمليات التحكم الذاتي.
توصف مراقبة الذات بأنها ملاحظة الفرد لسلوكه الخاص وتقييمه، ويشمل ذلك سوابقه (الأحداث التي تسبق السلوك) والنتائج. يصف ريهم سِمَتين لمراقبة الذات لدى الأشخاص الذين يعانون من الاكتئاب، وهما: الميل لحضور الأحداث السلبية فقط، والميل لإدراك العواقب المباشرة فقط للسلوك.
يوصف تقييم الذات بأنه إدراك الفرد لنموه وتقدمه بالمقارنة مع معيار داخلي. على سبيل المثال، قد يقارن متبع الحمية الغذائية عدد السعرات الحرارية التي تناولها في اليوم مع الهدف ويقرر ما إذا كان قد حقق هذا الهدف أم لا. يمكن أن يوضع معيار داخلي عبر تبني معايير مفروضة خارجيًا، مثل مخطط سعرات حرارية معتمِد على الجنس والطول، أو قد يختار معايير أكثر أو أقل صرامة من المعايير الخارجية. في نموذج ريهم، يتسم تقييم الذات لدى الأشخاص الذين يعانون من الاكتئاب بصفات سببية غير دقيقة وخارجية في معظم الأحيان، ومعايير تقييم ذاتي صارمة. على سبيل المثال، قد يفرض الشخص على نفسه معيارًا يقتضي الحصول على 100% في كل اختبار يخضع له، فهو بذلك يضع معيارًا غير واقعي. حين لا تتحقق المعايير الصارمة هذه، قد يعزو الفرد فشله بشكل غير دقيق إلى سمات داخلية، مثل الذكاء.
يشمل ريهم أيضًا تعزيز الذات في نموذجه، ويبين أن الأشخاص الذين يعانون من الاكتئاب نادرًا ما يمارسون المكافأة الذاتية، ويطبقون العقاب الذاتي بشكل متكرر.

## العلاج
طور كل من كاريلين وفيوكس برنامج العلاج السلوكي لإدارة التحكم الذاتي ضمن مجموعات بالاعتماد على نموذج ريهم للتحكم الذاتي للاكتئاب ومفهوم أن الاكتئاب ينتج عن عجز الفرد عن التحكم الذاتي. ركز البرنامج الأساسي الذي استمر ستة أسابيع على تدريب مهارات مراقبة الذات، وتقييم الذات، وتعزيز الذات في ثلاث مراحل. تتضمن كل مرحلة جلستين اثنتين.
ينصب تركيز المرحلة الأولى على مراقبة الذات. خلال أول جلستين عُرّض المشاركون إلى الأساس المنطقي للتحكم الذاتي السلوكي في البرنامج وشُرَح لهم مفهوم مراقبة الذات للتأثير في مزاجهم. وكواجب منزلي، طُلِب من المشاركين تسجيل الأنشطة الإيجابية التي مارسوها كل يوم على دفتر سجلات. روجعت السجلات ونوقشت خلال الجلسة الثانية وطُلِب من المشاركين تحليل بياناتهم بغرض تبيّن الأنماط. طُلِب منهم بالتحديد أن يبحثوا عن الارتباطات بين عدد الأنشطة الإيجابية التي مارسوها ومزاجهم.
ركزت المرحلة الثانية على تقييم الذات وأهمية وضع الفرد لأهداف واقعية وقابلة للتحقيق. طُلِب من المشاركين تحديد الأهداف ثم تقسيم هذه الأهداف إلى أهداف فرعية.
خلال المرحلة الثالثة، شُرِحت للمشاركين العلاقة بين تعزيز الذات والاكتئاب كما وصفت في نموذج ريهم. أُرشِد المشاركون عبر إنشاء نظام مكافأة ذي إدارة ذاتية يمكنهم استخدامه في تعزيز التقدم تجاه الأهداف المحددة في مرحلة تقييم الذات. في نهاية برنامج العلاج السلوكي بالتحكم الذاتي، زُوَّد المشاركون بملخص عن محتويات البرنامج ومواد تساعدهم في الحفاظ على المهارات التي تعلموها.

## فعاليته لدى البالغين
قيّم كل من فيوكس وريهم (1977) آثار برنامج العلاج السلوكي لإدارة التحكم الذاتي ضمن مجموعات (الموصوف أعلاه) على النساء المكتئبات بعمر 18-48 سنة، مقابل حالة العلاج غير المحدد ضمن مجموعات ومجموعات التجارب المقارنة. وجد الباحثان أن العلاج بالتحكم الذاتي أفضل من حالة العلاج غير المحدد ضمن مجموعات ومجموعات التجارب المقارنة بالاعتماد على تقرير ذاتي للاكتئاب قُيّم بواسطة معيار مينيسوتا متعدد المراحل لبيان الشخصية في الاكتئاب، ومقياس بيك للاكتئاب، ومستوى نشاط المشاركين الذي قُيّم بدوره من خلال قياس نشاط تفاعل المجموعة، والمستوى العام للمراضة النفسية لدى المشاركين المقيّم بواسطة اختبار مينيسوتا. أحرز جميع المشاركين البالغ عددهم ثمانية في مجموعة العلاج بالتحكم الذاتي نتائج ضمن المجال السريري في الاختبار الأولي، ما يشير إلى أنهم أظهروا أعراضًا اكتئابية عديدة. وأحرز هؤلاء المشاركون الثمانية نفسهم نتائج ضمن المجال الطبيعي في الاختبار البعدي، ما يشير إلى أنهم أظهروا أعراضًا اكتئابية أقل. ظهر هذا التحول في النتائج من المجال السريري إلى المجال الطبيعي لدى ثلاثة فقط من أصل عشرة مشتركين في العلاج غير المحدد ضمن مجموعات، ولدى واحد من عشرة مشتركين في مجموعات التجارب المقارنة.
كرر ريهم وآخرون (1979) الإجراءات المستخدمة في دراسة ريهم وفيوكس (1997) وقيموا تأثيرات العلاج بالتحكم الذاتي مقابل برامج تدريب مهارات التأكيد السلوكي. وجد الباحثون العلاج بالتحكم الذاتي فعالًا في النساء المصابات باكتئاب معتدل، وبالتالي نجحا في تكرار النتائج التي توصل إليها فيوكس وريهم (1977).

## فعاليته لدى الأطفال
عدل كل من ستارك ورينولدز وكاسلو ((1987 دليل العلاج بالتحكم الذاتي الخاص بريهم وآخرين (1984) المعني بالبالغين إلى برنامج تدخلي مصمم لتعليم الأطفال المهارات التلاؤمية من مراقبة الذات، وأداء تقييم الذات، وتفسير أسباب النتائج الجيدة والسيئة، وتعزيز الذات. على غرار العلاج بالتحكم الذاتي لدى البالغين، علم التدخل المشاركين مهارات عبر العروض التقديمية، والتدريب ضمن العلاج، وإنهاء الواجبات المنزلية السلوكية. كان المحتوى مشابهًا أيضًا وتضمن مراقبة الذات في الأنشطة السارة واستخدام أوراق السجلات، وتحديد النتائج المتأخرة والمعايير الواقعية لتقييم الذات، وتعزيز الذات المتكرر. قارن الباحثون بين تأثيرات العلاج بالتحكم الذاتي مع آثار علاج حل المشاكل السلوكي وحالة قائمة الانتظار. وُجِد أن العلاج بالتحكم الذاتي والعلاج بحل المشاكل كلاهما فعال في الأطفال المصابين باكتئاب معتدل، من الصف الرابع إلى السادس، وبلّغ الأطفال عن تناقص الأعراض الاكتئابية بعد الاختبار. بدا أن تأثير كلي التدخلين قد تعمم عبر الزمن، وعلى وجه الخصوص لدى الأطفال في مجموعات التحكم الذاتي الذين بلغوا بشكل ملحوظ عن تناقص الاكتئاب بعد متابعة لثمانية أسابيع وليس مباشرة بعد المعالجة.

## فعاليته لدى الأقليات
لم يجد ريهم أي اختلافات هامة في نتائج العلاج بالتحكم الذاتي ناتجة عن العمر أو الحالة الزوجية أو الوظيفة أو التعليم أو الدخل أو الدين في عينة من 104 نساء مكتئبات سريريًا. وُجِدت نتائج أفضل للعلاج بالتحكم الذاتي لدى المشاركين الذين عانوا من بداية حادة للأعراض الاكتئابية، وعدد أكبر من الأحداث السلبية في الحياة، وأظهروا اتجاهات تحكم ذاتي إيجابية.